# Tüzescsőrű arasszári
A tüzescsőrű arasszári (Pteroglossus frantzii) a madarak (Aves) osztályának harkályalakúak (Piciformes) rendjébe, ezen belül a tukánfélék (Ramphastidae) családjába tartozó faj.
Tudományos nevét Alexander von Frantzius német természettudósról kapta.

## Előfordulása
Costa Rica és Panama területén honos.

## Megjelenése
Testhossza 43 centiméter, testtömege 250 gramm.